# 浅草神社

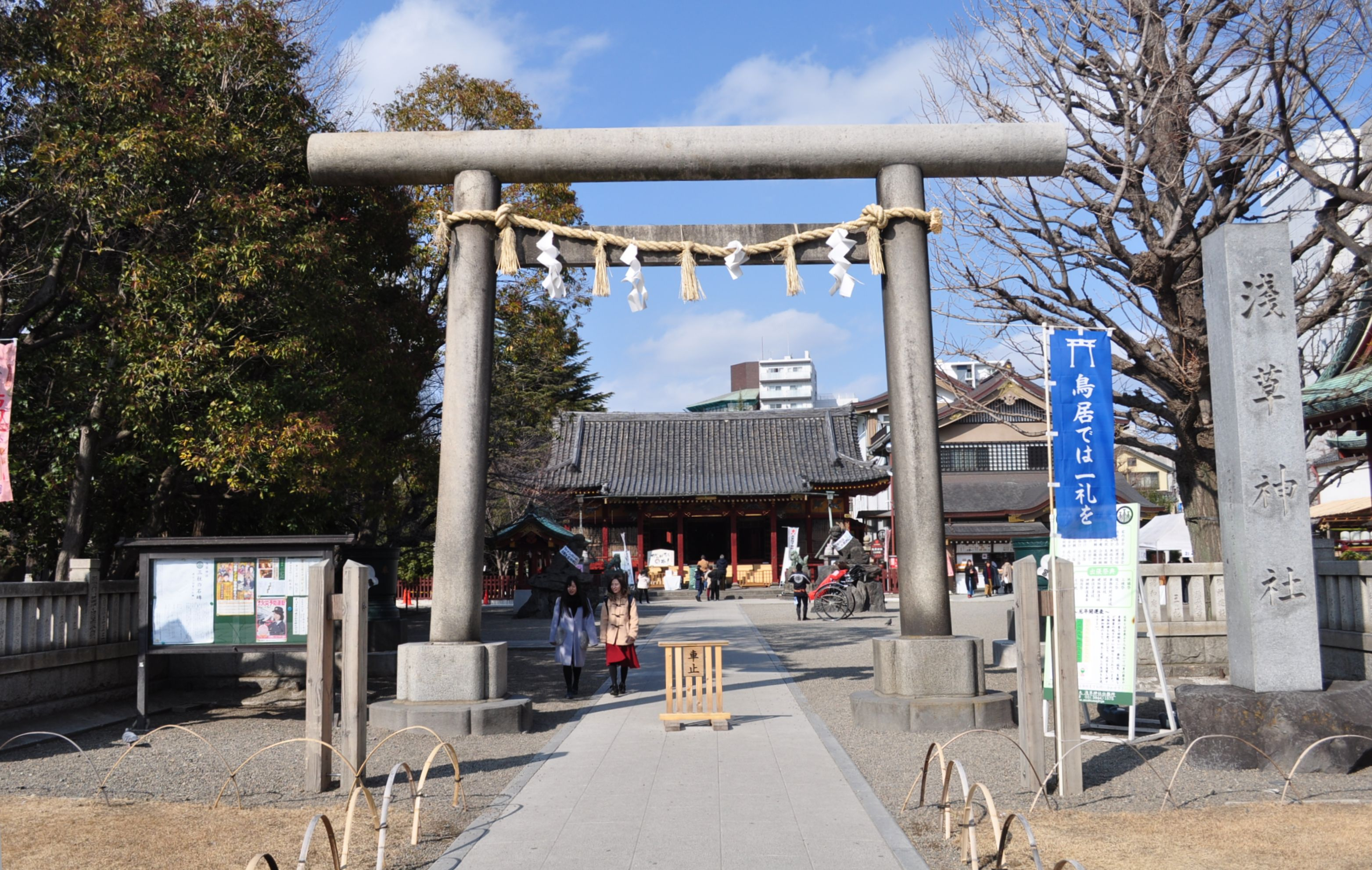
鳥居（2018年2月26日撮影）

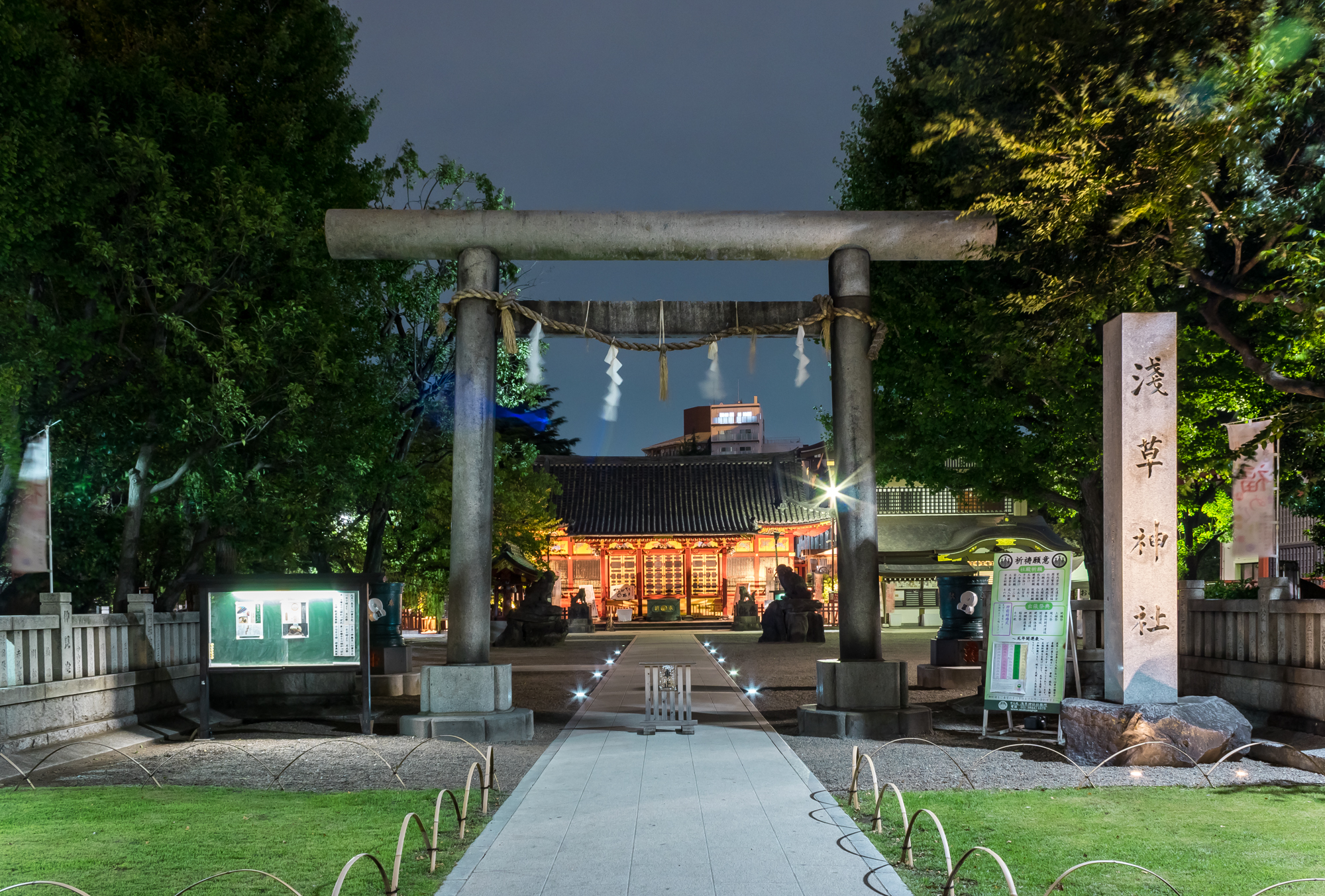
夜のライトアップ

浅草神社（あさくさじんじゃ）は、東京都台東区浅草に所在する浅草寺本堂の東隣りにある神社である。通称に三社権現（さんじゃごんげん）、三社様（さんじゃさま）。5月例大祭は三社祭という。

## 祭神
浅草寺の創建に関わった土師真中知（はじのまなかち）、檜前浜成（ひのくまのはまなり）、檜前竹成（ひのくまのたけなり）を主祭神とし、東照宮（徳川家康）・大国主命を合祀する。檜前浜成・竹成の他のもう一柱の主祭神については諸説あるが、浅草神社では土師真中知であるとしている。この三人の霊をもって「三社権現」と称されるようになった。

## 歴史
社伝によれば、推古天皇36年（628年）3月18日、漁師の檜前浜成・檜前竹成の兄弟が宮戸川（現在の隅田川）で漁をしていたところ、網に同じ人形の像が繰り返し掛かった。兄弟がこの地域で物知りだった土師真中知に相談した所、これは聖観音菩薩像であると教えられ、二人は毎日観音像に祈念するようになった。その後、土師真中知は剃髪して僧となり、自宅を寺とした。これが浅草寺の始まりである。土師真中知の没後、真中知の子の夢に観音菩薩が現れ、そのお告げに従って真中知・浜成・竹成を神として祀ったのが当社の起源であるとしている。
実際には、平安時代の末期から鎌倉時代にかけて、三人の子孫が祖先を神として祀ったものであると考えられている。ご神体として前述三氏を郷土神として祀っている。
明治の神仏分離により浅草寺とは別法人になり、明治元年に三社明神社に改称、明治5年に郷社に列し、明治6年に現在の浅草神社に改称した。

## 境内
- 社殿（本殿・幣殿・拝殿）- 社殿は浅草寺本堂の東（北東）隣りにある。現存の社殿は徳川家光の寄進で慶安2年（1649年）に完成したもので、昭和26年（1951年）に拝殿・幣殿・本殿が国の重要文化財に指定された[4][注釈 2]。
- 手水舎
- 鳥居
- 神木（槐の木）
- 神輿庫
- 神楽殿
- 夫婦狛犬

石碑
- 三柱の石碑 - 祭神と由緒。
- ほととぎすの碑 - 浅草庵市人の狂歌「ほととぎす なかぬもうれし まつうちは 世のうさきかぬ 耳とこそなれ」
- 花柳壽輔碑 - 日本舞踊花柳流宗家家元・四代目花柳壽輔の襲名記念「雷ハ 田町をよけて 鳴りわたる」
- 扇塚 - 毎年4月8日に古い扇子のお焚き上げ。
- 榧樹碑（かやのきひ）
- 初代中村吉右衛門句碑 - 「女房も 同じ氏子や 除夜詣」
- 花塚 - 華道「濁(にごり)流」の師・笠翁斉乱鳥の追慕碑。
- 河竹黙阿弥顕彰碑 - 江戸末〜明治期の歌舞伎狂言作者。
- こち亀石碑
- 百度石 - 百度参り用。
- 初代市川猿翁句碑 - 「翁の文字 まだ身にそはず 衣がへ」
- 粧太夫（蕋雲）碑 - 教養高い吉原遊女・粧太夫（蕋雲）の顕彰碑。
- 久保田万太郎句碑 - 「竹馬や いろはにほへと ちりぢりに」
- 川口松太郎句碑 - 「生きるということ むずかしき夜寒かな」

### 境内社
- 被官(ひかん)稲荷神社 - 安政2年（1856年）創建、祭神・倉稲魂命、例大祭3月18日[7]。

境外社・兼務社
- 浅草富士浅間神社 - 祭神・木花咲耶比売命、例大祭7月1日[8]。

## 文化財

### 重要文化財（国指定）
- 本殿及び幣殿 - 江戸時代前期（1649年）頃の建立。本殿、三間社流造、銅板葺。幣殿、桁行三間、梁間一間、一重、前面入母屋造、背面本殿に接続、銅板葺。昭和21年（1946年）11月29日指定。
- 拝殿 - 江戸時代前期（1649年）頃の建立。桁行七間、梁間三間、一重、入母屋造、向拝三間、本瓦葺。昭和21年（1946年）11月29日指定。

## 氏子地域
台東区浅草
台東区花川戸
台東区千束一丁目、二丁目1 - 32、三丁目2 - 18・20・21、四丁目1 - 11
台東区東浅草二丁目6 - 9・27・28
台東区日本堤一丁目1・22 - 24・40、二丁目1・28 - 29
台東区清川二丁目4 - 6・14 - 18・22・28 - 34・37 - 39
台東区西浅草一丁目、三丁目
台東区雷門
台東区駒形一丁目6 - 12、二丁目1・6・7
台東区寿一丁目1 - 9・15 - 19、二丁目1 - 4・9 - 10、三丁目15 - 21、四丁目全域
浅草神社の氏子町会は全部で44箇町あり、南部16箇町、西部16箇町、東部12箇町と3ブロックに分かれている。また三社祭では本社神輿の一之宮、二之宮、三之宮が3つのブロックを渡御し、どのブロックにどの神輿が渡御するのかは毎年変わる。なお、浅草神社や浅草寺は氏子町会である浅草公園町会の町会区域に属する。
浅草神社氏子町会（三社祭などでの略称）
- 南部16箇町
  - 仲見世町会（仲見世）
  - 浅草東町会（浅草東）
  - 浅草中央町会（浅草中央）
  - 浅草西町会（浅草西）
  - 浅草公園町会（浅草公園）
  - 浅草一丁目三栄町会（浅一三栄）
  - 雷門東部町会（雷門東部）
  - 雷門中部町会（雷門中部）
  - 雷門西部町会（雷門西部）
  - 雷門田原町会（雷門田原）
  - 西浅草一丁目町会（西浅草一）
  - 浅草寿町一丁目町会（寿一）
  - 浅草寿町二丁目町会（寿二）
  - 浅草寿町三丁目東町会（寿三東）
  - 浅草寿町四丁目町会（寿四）
  - 駒形町会（駒形）

- 西部16箇町
  - 浅草町一町会（浅草町一）
  - 浅草町二町会（浅草町二）
  - 浅草町清三睦会（浅草清三）
  - 堤町会（堤）
  - 千草町会（千草）
  - 浅草中町会（浅草中）
  - 浅草千和町会（浅草千和）
  - 千束二丁目西町会（千二西）
  - 千束二丁目光月町会（千二光月）
  - 千束一丁目南町会（千一南）
  - 西浅草三丁目北部町会（西浅三北）
  - 浅草芝崎町東町会（芝崎東）
  - 浅草芝崎町中町会（芝崎中）
  - 浅草芝崎町西町会（芝崎西）
  - 浅草三丁目東町会（浅三東）
  - 浅草二丁目町会（浅草二）

- 東部12箇町
  - 浅草馬道一丁目町会（浅草馬一）
  - 浅草馬二町会（浅草馬二）
  - 浅草馬三町会（浅草馬三）
  - 花川戸一丁目町会（花川戸一）
  - 花川戸二丁目町会（花川戸二）
  - 浅草五一町会（浅五会）
  - 田町聖横町会（田聖睦）
  - 猿若町会（猿若）
  - 聖天町会（聖天）
  - 浅草象一町会（浅草象一）
  - 浅草象潟町会（浅草象潟）
  - 浅草象三町会（浅草象三）

## 補注
- 神社では特に宣伝していないが、現在判明している最も古い招き猫「丸〆猫」（まるしめのねこ）に関する記録が複数残っており、現在最も古い招き猫の例となる（『武江年表』、『藤岡屋日記』共に嘉永5年（1852年）の項）。
- 2019年に、新春の伝統行事である大まぐろ奉納や福男選びで全国的に知られている西宮神社（兵庫県西宮市）の古文書調査で、浅草寺周辺の地主神が西宮神社を由来とする「西宮恵比寿」であることが判明。江戸時代までは、神仏分離前の浅草寺でもえべっさんが祭られていたことも分かった。西宮神社との関係復活を記念して、浅草神社でも西宮神社の伝統行事である「十日えびす」にちなんだ「浅草二十日えびす」を2020年1月19日に開催した[9][10][11][12]。

## 交通
- 東京メトロ銀座線・ 都営地下鉄浅草線・ 東武伊勢崎線（東武スカイツリーライン）浅草駅より徒歩7分
- 首都圏新都市鉄道つくばエクスプレス浅草駅より徒歩10分